# Slavko Kolar
Slavko Kolar (Palešnik pokraj Garešnice, 1. prosinca 1891. – Zagreb, 15. rujna 1963.) bio je hrvatski književnik i filmski scenarist. Najpoznatija djela su mu: Breza (predložak za istoimeni film Ante Babaje) i Svoga tela gospodar. 
Završio je odjel za književnost i kroatistiku na Filozofskom fakultetu u Zagrebu. Nakon povratka u rodni Palešnik napisao je roman Breza nastao po istinitoj priči koja se tog ljeta dogodila u selu. Stekavši slavu romanom Breza vraća se u Zagreb gdje neko vrijeme predaje kroatistiku. U hrvatskoj je književnosti bilo relativno malo pisaca koji su u svoja književna djela unosili elemente humora i satire kao jednog posebnog vidnog kuta sagledavanja određenih društvenih zbivanja. U 19. stoljeću bilo ih je svega nekoliko: Stanko Vraz, Ante Kovačić i Silvije Strahimir Kranjčević koji su napisali nekoliko uspjelih satiričnih ostvarenja, dok humorističkih elemenata nalazimo povremeno u djelima Janka Jurkovića, Vilima Korajca, Augusta Šenoe i Josipa Eugena Tomića. Tematika njegovih pripovijetki se u potpunosti uklapa u najznačajnije tijekove hrvatske književnosti tridesetih godina kada je primarnu preokupaciju pisaca zaokupila problematika sela ili provincije s naglašenim socijalnim akcentom, Kolar se od ostalih svojih suvremenika razlikuje upravo po tom svom specifičnom pristupu toj istoj tematici.

## Djela
Slavko Kolar je za života objavio više od stotinu radova. U Sabranim djelima (izdanje Matice hrvatske iz 1970.) se brojkama navode:
- 47 pripovijedaka
- 6 kazališnih djela
- 4 filmska scenarija
- 1 televizijski scenarij
- 12 autobiografskih fragmenata
- 20 kritika, članaka i prikaza
- 10 dječjih pripovjedaka
- 8 agronomskih stručnih radova
- 30 intervjua, izjava i polemičkih priloga.

Uz to je u njegovoj posmrtnoj ostavštini pronađeno dosta neobjavljenih materijala.

## Vanjske poveznice
- LZMK / Hrvatska enciklopedija: Kolar, Slavko
- LZMK / Proleksis enciklopedija: Kolar, Slavko
- LZMK / Hrvatski biografski leksikon: Kolar, Slavko (Vjekoslav) (autorica: Nevenka Videk, 2009.)